# Функционална музика
Под функционалном музиком мисли се на употребу музике како би се радна средина оплеменила, учинила пријатнијом и на тај начин утицало на понашање радника и продуктивност рада.
Присталице функционалне музике сматрају да је њен ефекат вишеструк: од стварања пријатног расположења до физиолошког јер надражује нервне ћелије у кори великог мозга и тиме смањује оптерећење оних ћелија које су радом оптерећеније. Даље, функционална музика доприноси продуктивности рада, формирању ритмичких покрета током рада што је са становишта студије покрета пожељно итд.
Приликом увођења музике у радну средину неопходно је детаљно упознавање са структуром радника - слушалаца, њиховим културним навикама, природом посла и многим другим сазнањима која би определила најадекватнију музику која би била у функцији побољшања услова рада и продуктивности рада.
Важно је напоменути да су индивидуалне разлике међу људима у погледу музике прилично велике и да музика може иритирати неке раднике, о чему се бар у ергономији мора водити рачуна.